# ダグラス・プラッシャー
ダグラス・C・プラッシャー（Douglas C. Prasher、1951年8月 - ）は、アメリカ合衆国の分子生物学者である。
彼は、発光タンパク質・イクオリン と緑色蛍光タンパク質(GFP)の遺伝子をクローニングして配列決定し、GFPをトレーサー分子として使用することを提案したことで知られている。彼はマーティン・チャルフィーとロジャー・Y・チエンに自身の先駆的な研究を伝えたが、1991年には研究資金を得ることができず学界を去った。結局、彼は科学を諦めなければならなかった。チャルフィーとチエンは2008年にノーベル化学賞を受賞したが、彼らの業績は実質的にプラッシャーの研究に基づいたものだった。彼らの尽力により、プラッシャーは2010年6月に学界に復帰した。

## 業績
プラッシャーは1979年にオハイオ州立大学から生化学のPh.D.を取得した。1979年から1983年まで、彼はジョージア大学で遺伝子と生化学の研究を行い、イクオリンの遺伝子配列を同定した。その後、マサチューセッツ州ウッズホールのウッズホール海洋研究所の生物学部門に加わり、生物発光を研究した。1988年に、彼はアメリカがん協会(ACS)から、クラゲの発光に使われるタンパク質である緑色蛍光タンパク質(GFP)の遺伝子をクローニングするために2年間で20万ドルの助成金を受けた。プラッシャーはこのプロジェクトに成功し、各科学者と連絡を取り合った後、マーティン・チャルフィー、ロジャー・Y・チエンと調査結果を共有した。
プラッシャーが組換え研究で他の種のGFPの発光を達成するのが困難だったという報告は不正確である。それは、プラッシャーが細菌E.coliや線虫C. elegansおよびその後の植物Arabidopsis thalianaにおいて組換え発現を示すために、チャルフィーのグループとうまく協力したためである。ACSからの助成金提供が終了した時点で、彼は対応するmRNAの1050塩基のうち965塩基で部分的であるがほぼ完全なgfp cDNAを単離した。完全長cDNAクローンを単離するためには、プラッシャーが（助成金提供を受けずに）次の年の間に別のcDNAライブラリーを構築する必要があった。なお、その後にこの部分的cDNAクローンの使用でE. coli、C. elegans およびA. thaliana.における正常な異種発現に十分であることが分かったということに留意する必要がある。この時までにプラッシャーは、限られた資源をE. coliの発現研究に費やす余裕がなくなっていた。チャルフィーとチエンによる発現の研究は成功し、その後、GFPは遺伝子発現の分野で生化学トレーサーとして使われるようになった。
プラッシャーは国立衛生研究所に資金調達を申請していたが、却下された。助手から終身在職権のない准教授への昇格審査中に、彼は学界を離れることを決めた。その後、プラッシャーはマサチューセッツ州ケープコッドのオーティス植物保護センターにある農務省動植物検疫所で集団遺伝学者として勤務し、その後メリーランド州ベルツビルのPlant Germplasm Quarantine & Biotechnology Laboratoryに転職した。ベルツビルでの作業環境が悪化したため、彼はアラバマ州ハンツビルのNASAの下請け業者であるAZテクノロジーに転職し、長期の宇宙飛行において船室環境を監視し、人間の診断を行うためのLab-on-a-chipデバイスを開発する既存のプロジェクトに取り組んだ。しかし、NASAがプロジェクトを再編成したことによりプロジェクトがキャンセルされ、彼は1年半で仕事を失った。
2008年10月8日、2008年のノーベル化学賞は下村脩、チャルフィー、チエンに授与されることが決定した。ノーベル賞は1年で3人までしか受賞できないことになっているため、プラッシャーは受賞対象から除外されていた。チャルフィーはプラッシャーの貢献について次のように語った。
（ダグラス・プラッシャーの）業績は、我々が研究室で行った研究にとって非常に重要で基礎となったものだった。ダグラスと他の2人に賞が授与されて、私が外されていたかもしれない
チエンも、プラッシャーがいなければ自身の研究ができなかったこと、「ダグ・プラッシャーが非常に重要な役割を果たした」ことに同意した。
2008年10月9日のナショナル・パブリック・ラジオ(NPR)の電話インタビューと2008年10月14日のインサイド・エディションのテレビインタビューで、プラッシャーは科学の世界で仕事を見つけることができず、これまでの貯蓄がなくなったので、ハンツビルのトヨタの販売代理店で送迎シャトルバスの運転手として時給8.50ドルで働いていると伝えた。NPRの放送で、彼の元同僚の1人はプラッシャーの現在の状況を「驚くほどの才能の浪費」と呼んでいる。プラッシャーは科学の世界でのキャリアを再開したいと述べた。ノーベル賞が下村、チャルフィー、チエンに授与されたことについては、彼は公然と喜びを表現した。
彼らの受賞は本当に嬉しい。その話題が重みを持っていることに本当に驚いている。
チャルフィーとチエンは、プラッシャーと彼の妻、Virginia Eckenrodeを、彼らのゲストとして費用を負担してノーベル賞授賞式に招待した。受賞者3人は皆、受賞講演でプラッシャーに感謝した。
2010年6月、プラッシャーは最終的に科学の世界に戻ってきた。2011年12月までストリームライン・オートメーション社で働いた後、2012年から2015年までカリフォルニア大学サンディエゴ校のチエン研究室で研究を行った。

## 論文
- Prasher, D., McCann, R.O., Cormier, M.J., Cloning and expression of the cDNA coding for aequorin, a bioluminescent calcium-binding protein.  Biochem. Biophys. Res. Comm., 126, 1259-1268 (1985).
- Richard, J.P., Prasher, D.C., Ives, D.H., Frey, P.A., Chiral [18O]phosphorothioates. The stereochemical course of thiophosphoryl group transfer catalyzed by nucleoside phosphotransferase.  J. Biol. Chem., 254(11), 4339-4341 (1979).
- Prasher, D.C., Carr, M.C., Ives, D.H., Tsai, T.C., Frey, P.A., Nucleoside phosphotransferase from barley. Characterization and evidence for ping pong kinetics involving phosphoryl enzyme.  J. Biol. Chem., 257(9), 4931-4939 (1982).
- Prasher, D.C., Conarro, L., Kushner, S.R., Amplification and purification of exonuclease I from Escherichia coli K12.  J. Biol. Chem., 258(10), 6340-6343 (1983)
- Prasher, D.C., McCann, R.O., Longiaru, M., Cormier, M.J., Sequence comparisons of complementary DNAs encoding aequorin isotypes.  Biochemistry, 26(5), 1326-1332 (1987).
- Phillips, G.J., Prasher, D.C., Kushner, S.R., Physical and biochemical characterization of cloned sbcB and xonA mutations from Escherichia coli K-12.  J. Bacteriol., 170(5), 2089-2094 (1988).
- Cormier, M.J., Prasher, D.C., Longiaru, M., McCann, R.O., The enzymology and molecular biology of the Ca2+-activated photoprotein, aequorin.  Photochem. Photobiol., 49(4), 509-512 (1989).
- Prasher, D.C., O'Kane, D., Lee, J., Woodward, B., The lumazine protein gene in Photobacterium phosphoreum is linked to the lux operon.  Nucleic Acids Res., 18(21), 6450 (1990).
- O'Kane, D.J., Woodward, B., Lee, J., Prasher, D.C., Borrowed proteins in bacterial bioluminescence.  Proc. Natl. Acad. Sci. USA, 88(4), 1100-1104 (1991).
- O'Kane, D.J., Prasher, D.C., Evolutionary origins of bacterial bioluminescence.  Mol. Microbiol., 6(4), 443-449 (1992).
- Prasher, D.C., Eckenrode, V.K., Ward, W.W., Prendergast F.G., Cormier, M.J., Primary structure of the Aequorea victoria green-fluorescent protein.  Gene, 111(2), 229-233 (1992).
- Hannick, L.I., Prasher, D.C., Schultz, L.W., Deschamps, J.R., Ward, K.B., Preparation and initial characterization of crystals of the photoprotein aequorin from Aequorea victoria.  Proteins, 15(1), 103-107 (1993).
- Cody, C.W., Prasher, D.C., Westler, W.M., Prendergast, F.G., Ward, W.W., Chemical structure of the hexapeptide chromophore of the Aequorea green-fluorescent protein.  Biochemistry, 32(5), 1212-1218 (1993).
- Chalfie, M., Tu, Y., Euskirchen, G., Ward, W.W., Prasher, D.C., Green fluorescent protein as a marker for gene expression.  Science, 263(5148), 802-805 (1994).
- Heim, R., Prasher, D.C., Tsien, R.Y., Wavelength mutations and posttranslational autoxidation of green fluorescent protein.  Proc. Natl. Acad. Sci. USA, 91(26), 12501-12504 (1994).
- Prasher, D.C., Using GFP to see the light.  Trends Genet., 11(8), 320-323 (1995).
- Haseloff, J., Siemering, K.R., Prasher, D.C., Hodge, S., Removal of a cryptic intron and subcellular localization of green fluorescent protein are required to mark transgenic Arabidopsis plants brightly.  Proc. Natl. Acad. Sci. USA, 94(6), 2122-2127 (1997).
- Bernon, G., Schander, C., Prasher, D., Robinson, D., Survey and status of terrestrial slugs in North America   American Malacological Society Abstracts 2000, 41 (2000).
- Barr, NB, Cook, A., Elder, P., Molongoski, J., Prasher, D., Robinson D.G. Application of a DNA barcode using the 16S rRNA gene to diagnose pest Arion species in the USA. " J. Moll. Stud. 75: 187-191 (2009).